# Herlincourt
Herlincourt és un municipi francès situat al departament del Pas de Calais i a la regió dels Alts de França. L'any 2007 tenia 104 habitants.

## Demografia

### Població
El 2007 la població de fet de Herlincourt era de 104 persones. Hi havia 36 famílies de les quals 4 eren unipersonals (4 homes vivint sols), 16 parelles sense fills i 16 parelles amb fills.
La població ha evolucionat segons el següent gràfic:
Habitants censats

### Habitatges
El 2007 hi havia 44 habitatges, 38 eren l'habitatge principal de la família, 3 eren segones residències i 3 estaven desocupats. 43 eren cases i 1 era un apartament. Dels 38 habitatges principals, 33 estaven ocupats pels seus propietaris, 3 estaven llogats i ocupats pels llogaters i 2 estaven cedits a títol gratuït; 1 tenia dues cambres, 2 en tenien tres, 8 en tenien quatre i 27 en tenien cinc o més. 34 habitatges disposaven pel capbaix d'una plaça de pàrquing. A 17 habitatges hi havia un automòbil i a 17 n'hi havia dos o més.

### Piràmide de població
La piràmide de població per edats i sexe el 2009 era:
| Homes | Edats   | Dones |
| ----- | ------- | ----- |
| 0     | 95 o +  | 0     |
| 0     | 90 a 94 | 0     |
| 0     | 85 a 89 | 0     |
| 0     | 80 a 84 | 0     |
| 4     | 75 a 79 | 4     |
| 4     | 70 a 74 | 0     |
| 4     | 65 a 69 | 8     |
| 0     | 60 a 64 | 0     |
| 0     | 55 a 59 | 0     |
| 0     | 50 a 54 | 0     |
| 8     | 45 a 49 | 0     |
| 12    | 40 a 44 | 4     |
| 4     | 35 a 39 | 12    |
| 0     | 30 a 34 | 0     |
| 0     | 25 a 29 | 0     |
| 0     | 20 a 24 | 0     |
| 4     | 15 a 19 | 12    |
| 8     | 10 a 14 | 12    |
| 4     | 5 a 9   | 4     |
| 0     | 0 a 4   | 0     |

## Economia
El 2007 la població en edat de treballar era de 66 persones, 45 eren actives i 21 eren inactives. De les 45 persones actives 44 estaven ocupades (25 homes i 19 dones) i 1 aturada (1 dona i 1 dona). De les 21 persones inactives 3 estaven jubilades, 12 estaven estudiant i 6 estaven classificades com a «altres inactius».
Activitats econòmiques
Dels 3 establiments que hi havia el 2007, 1 era d'una empresa extractiva i 2 d'empreses de construcció.
Dels 2 establiments de servei als particulars que hi havia el 2009, 1 era una fusteria i 1 lampisteria.
L'any 2000 a Herlincourt hi havia 4 explotacions agrícoles.

## Poblacions més properes
El següent diagrama mostra les poblacions més properes.